# 蕭柳
蕭柳（?—?），遼朝（契丹）軍人、政治人物、詩人，字徒門，蕭阿古只五世孫。
蕭柳幼年養於伯父蕭排押家。統和年間，被叔父蕭恒德推举，出仕侍衛。統和十七年（999年），参加南征，北宋范廷召布方陣以待。皇弟耶律隆慶问諸将谁敢先行破敌，蕭柳说：“若得骏马，则愿为之先。”耶律隆慶给蕭柳良馬让他先行。蕭柳在前宋軍稍稍後退，耶律隆慶发起攻势。蕭柳中流矢負傷依然奮战，撃破宋軍。蕭排押为東京留守，表奏蕭柳作为属下四軍兵馬都指揮使。翌年，转任北女直詳稳，蕭柳統治簡素严格，部民敬畏。转任東路統軍使。任期结束，人民请求蕭柳留任，于是再任。参加遠征高麗國，遇大蛇当道，先行者请求迂回。蕭柳说“壮士安惧此！”拔剑斬蛇。遠征归還，致仕。蕭柳好滑稽，君臣宴会的場合，诙谐无忌。当時的人把蕭柳比成俳優。臨終对人说：“吾少有致君志，不能直遂，故以谐进。冀万有一补，俳优名何避！”被寝衣而坐，大呼：“吾去矣！”言終而逝。耶律观音奴集蕭柳的詩一千篇，称为《岁寒集》。

## 延伸阅读
[在维基数据编辑]
 《遼史/卷85》，出自脱脱《遼史》